# هاري سميث (عسكري)
هاري سميث (بالإنجليزية: Harry Smith)‏ هو عسكري أسترالي، ولد في 25 يوليو 1933 في هوبارت في أستراليا.